# Gravità massiva
In fisica teorica, la gravità massiva è una teoria della gravità che modifica la relatività generale dotando il gravitone di una massa diversa da zero. Nella teoria classica, ciò significa che le onde gravitazionali obbediscono a un'equazione d'onda di un gravitone dotato di massa e quindi viaggiano a velocità inferiori a quella della luce.
La gravità massiva ha una storia lunga e tortuosa, che risale agli anni '30, quando Wolfgang Pauli e Markus Fierz svilupparono per la prima volta una teoria di un campo di con spin 2 e dotato di massa che si propaga su uno sfondo spazio-temporale piatto. Successivamente si capì (negli anni '70) che le teorie di un gravitone massivo soffrivano di serie "patologie", tra cui la presenza di campi fantasma e una discontinuità con la relatività generale nel limite in cui la massa del gravitone va a zero. Sebbene le soluzioni a questi problemi esistessero da tempo in tre dimensioni spaziotemporali, non sono stati risolti in quattro dimensioni e oltre fino al lavoro di Claudia de Rham, Gregory Gabadadze e Andrew Tolley (modello dRGT) nel 2010 .